# 徐湛之
徐湛之（410年—453年3月16日），字孝源，小字仙童。東海郯人。南朝宋司徒徐羨之兄孫。父徐逵之，母親是會稽公主刘兴弟。湛之在元嘉後期受宋文帝重用，官至尚書僕射，領護軍將軍，並參與謀廢太子劉劭的大事，但在太子先發制人發動兵變時遇害。

## 生平
徐逵之在義熙十一年（415年）討伐司馬休之時兵敗戰死，徐湛之年幼喪父，為宋武帝劉裕所鍾愛，常和江夏江劉義恭待在劉裕身邊，並在永初三年（422年）封枝江縣侯。元嘉六年（429年），湛之任太子洗馬，後歷國子博士，奮威將軍、南彭城沛二郡太守，祕書監領右軍將軍，侍中加驍騎將軍等職。
徐逵之後任祕書監，加散騎常待、驍騎將軍，時司徒劉義康和劉湛掌權，湛之與二人關係亦密切。元嘉十七年（440年）十月，宋文帝捕殺劉湛等人，徐湛之亦牽連其中，故宋文帝大怒，要對他處以极刑。湛之無計可施，只好告訴母親会稽公主，公主於是拿著昔日武敬皇后為劉裕做的舊衣跑去皇宮裡哭罵文帝今天得享富貴就要殘害她的兒子。文帝向來懼怕這位姊姊號哭，亦顧念湛之與皇族的關係，遂沒再追究，後更任用湛之为太子詹事，不久更以本官加侍中。後遷征虜將軍、丹楊尹。
元嘉二十二年（445年），孔熙先、范曄等謀立劉義康為帝，時徐湛之正在為母服喪，起初與其通謀，但後來就告發了此事。不過，因為湛之供詞並不詳盡，還是被范曄等人的供詞牽連進去案中，遂自到廷尉歸罪，文帝這次又寛免了他。元嘉二十四年（447年），徐湛之守喪期完結，任中書令，領太子詹事。及後以前將軍、南兗州刺史外鎮，在任內恩威並行，更在廣陵城建了不少設施招引文士前去遊樂。元嘉二十六年（449年）復以征虜將軍、丹楊尹領太子詹事。次年（450年）支持文帝北伐，並受命詰難反對的沈慶之，但至年末宋軍卻被北魏反攻至瓜步，威脅建康，湛之領兵置佐，與太子劉劭共守石頭。
後轉尚書僕射，領護軍將軍，因其受文帝重用，又是公主之子，時任尚書令的何尚之也將政事都交給湛之掌管，湛之遂與吏部尚書江湛同居要位，被時人並稱為「江徐」。徐湛之得文帝的信任，而文帝每次患病湛之亦會入宮侍候。後來劉劭被揭圖以巫蠱加害文帝，終令文帝生了廢太子的打算，徐湛之支持女婿劉誕登位，只是文帝久久都不能下決定。時文帝經常與徐湛之單獨會談，甚至持續數日數夜；文帝為免被人竊聽，夜間就會讓湛之拿著蠟燭沿著牆壁檢查，確保沒有人能躲著聽到內容。元嘉三十年（453年），文帝將廢太子及殺始興王劉濬的意圖告訴了劉濬生母潘淑妃，二人遂決定發動兵變奪位自保，遂於當年二月二十日（3月15日）夜晚率兵入宮，並在翌日早上起事。當晚徐湛之再次徹夜與文帝談論，至劉劭起事時房中蠟燭還亮著，兵士殺害宋文帝，湛之試圖經向北方的窗戶逃走，但還未開窗就被殺害，享年四十四歲。
同年，宋孝武帝討平劉劭即位，追贈湛之為司空，加散騎常侍，諡為忠烈公。

## 性格特徵
- 徐湛之才數歲時與弟弟徐淳之一同坐牛車出行，突然牛跑了，車廂也損毀了，隨行的人都前來救援，徐湛之卻請眾人先救弟弟出來，令眾人歎其年紀輕輕就有這識見。湛之長大後亦涉獵文辭，亦以孝順祖母及母親聞名。
- 徐湛之通音樂，而且豪富，不但屋宇庭園華貴不巳，伎人奏樂的水平亦是當時一絕。徐湛之亦有門生三千多人，全都是三吳富戶子弟個個儀表端壯，衣服鮮艷，每次出行都帶著他們塞滿街道，即使下雨也要派車載著他們出行。湛之其時與安城公何勗及臨汝公孟靈休在菜餚、器服及車馬上互相鬥富。時京中人們說何勗食物好，孟靈休器飾好，而徐湛之兼得二人之優。
- 湛之任南兗州刺史時在廣陵城修補既有高樓，又建了風亭、月觀、吹臺、琴室等建築物，又種了不少樹木花草，用以招集文人玩耍遊樂。湛之亦欣賞並厚待一個叫釋惠休的沙門，正因其擅長寫作且文辭華美艷麗。

## 家庭

### 子女
- 徐聿之，劉劭發動兵變时遇害。
- 徐谦之，劉劭發動兵變时遇害。
- 徐恒之，嗣父爵枝江县侯，娶刘义隆的十五女南阳公主为妻，早卒无子。
- 徐氏，湛之女，嫁劉誕。
- 徐氏，湛之女，嫁東莞郡人劉舍。

### 孙子
- 徐孝嗣，徐聿之之子，遗腹子，叔恒之死後嗣爵，娶刘骏之女康乐公主刘修明为妻。後入南齊，官至尚書令、加中書監，因屢謀廢立而被東昏侯處死。

### 曾孙
- 徐演，徐孝嗣長子，娶齊武帝女武康公主，官至太子中庶子，與父一同被殺。
- 徐況，孝嗣三子，娶齊明帝女山陰公主，與父一同被殺
- 徐绲，南朝梁侍中，太常 ，信武将军，谥号顷子，女儿徐昭佩为梁元帝之妻。

## 延伸阅读
[在维基数据编辑]
 《宋書/卷71》，出自沈约《宋书》